# Deivy Vera Sigueñas
Deivy Anthony Vera Sigueñas es un Gran Maestro Internacional (GM) de ajedrez peruano. Representó al Perú en diferentes competencias internacionales juveniles y de mayores, siendo las más recientes e importantes los Juegos Bolivarianos en el 2013, donde obtuvo la medalla de oro junto al equipo peruano y la Olimpiada Mundial de Ajedrez de 2016 celebrada en Bakú, Azerbaiyán, donde el equipo peruano obtuvo un histórico 10° lugar.

## Biografía

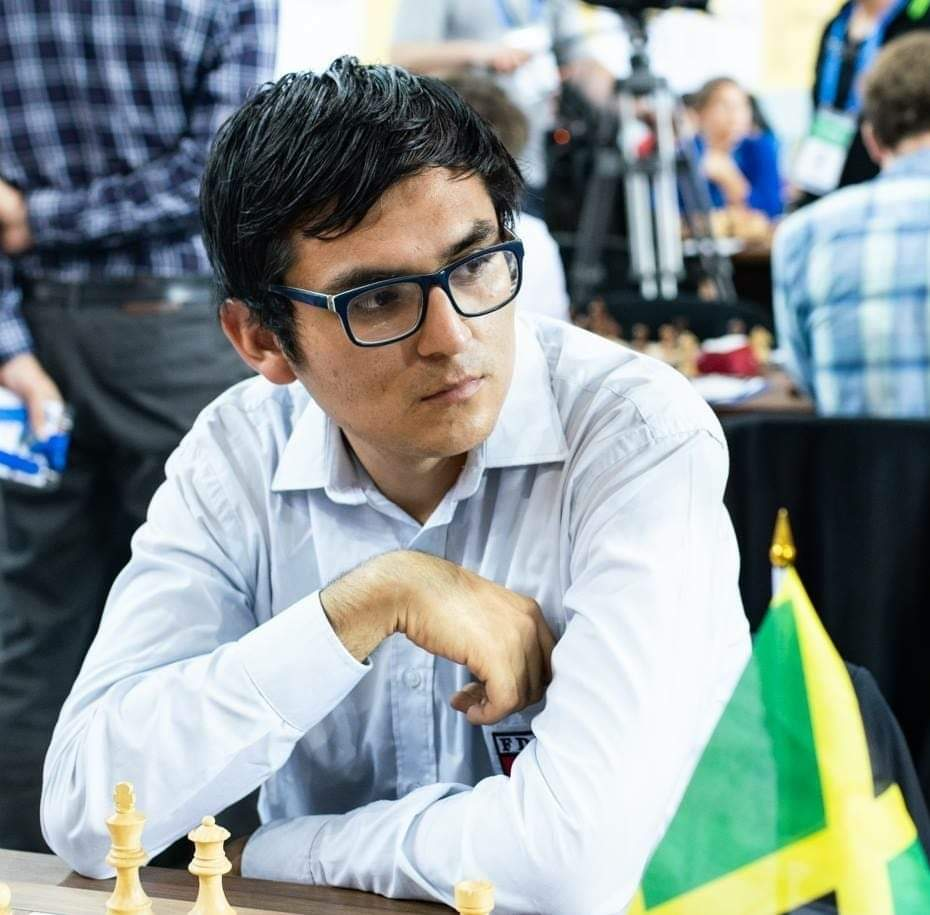
GM Deivy Vera en las Olimpiadas de Ajedrez en Batumi, Georgia, 2018.

Nació en la ciudad Chicama en el Departamento de La Libertad el 18 de enero de 1992. Obtuvo el título de Maestro FIDE en el año 2010, el de Maestro Internacional en el 2012 y posteriormente el título de Gran Maestro Internacional (GM) en el año 2020 (tras conseguir el último requisito necesario en el VI Torneo Internacional de Ajedrez Ciudad Arica 2019. Su máxima puntuación Elo es de 2503 en abril de 2020 ubicándose en el puesto 7 del ranking peruano. Actualmente reside en la ciudad de Lima.